# 圣阿波利奈尔 (罗讷省)
圣阿波利奈尔（法語：Saint-Appolinaire，法語發音：[sɛ̃.t‿apɔlinɛʁ]）是法国罗讷省的一个市镇，属于索恩河畔自由城区。

## 地理
圣阿波利奈尔（45°58'37"N, 4°25'24"E）面积5.73 平方千米，位于法国奥弗涅-罗讷-阿尔卑斯大区罗讷省，该省份为法国中东部省份，北起顺时针与索恩-卢瓦尔省、安省、里昂大都会、伊泽尔省和卢瓦尔省接壤。
与圣阿波利奈尔接壤的市镇（或旧市镇、城区）包括：圣瑞斯特达夫赖、瓦尔索讷、迪耶姆、罗诺。

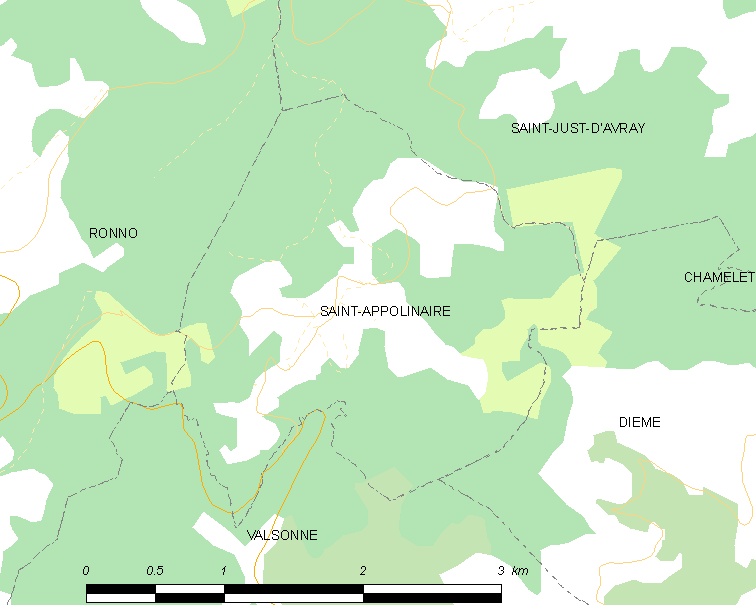
的OSM定位图

圣阿波利奈尔的时区为UTC+01:00、UTC+02:00（夏令时）。

## 行政
圣阿波利奈尔的邮政编码为69170，INSEE市镇编码为69181。

## 政治
圣阿波利奈尔所属的省级选区为塔拉尔县。

## 人口

1962-2008年间人口变化图示

圣阿波利奈尔于2022年1月1日时的人口数量为235人。